# 臺北田徑場
臺北田徑場（英語：Taipei Municipal Stadium），原名臺北市立體育場，是位於臺灣臺北市松山區的體育場，座落於北寧路、南京東路與八德路、敦化北路之間，管理機構為臺北市政府體育局。現今之第二代建物啟用於2009年，為2009年臺北聽奧與2017年臺北世大運的主場館。

## 簡介

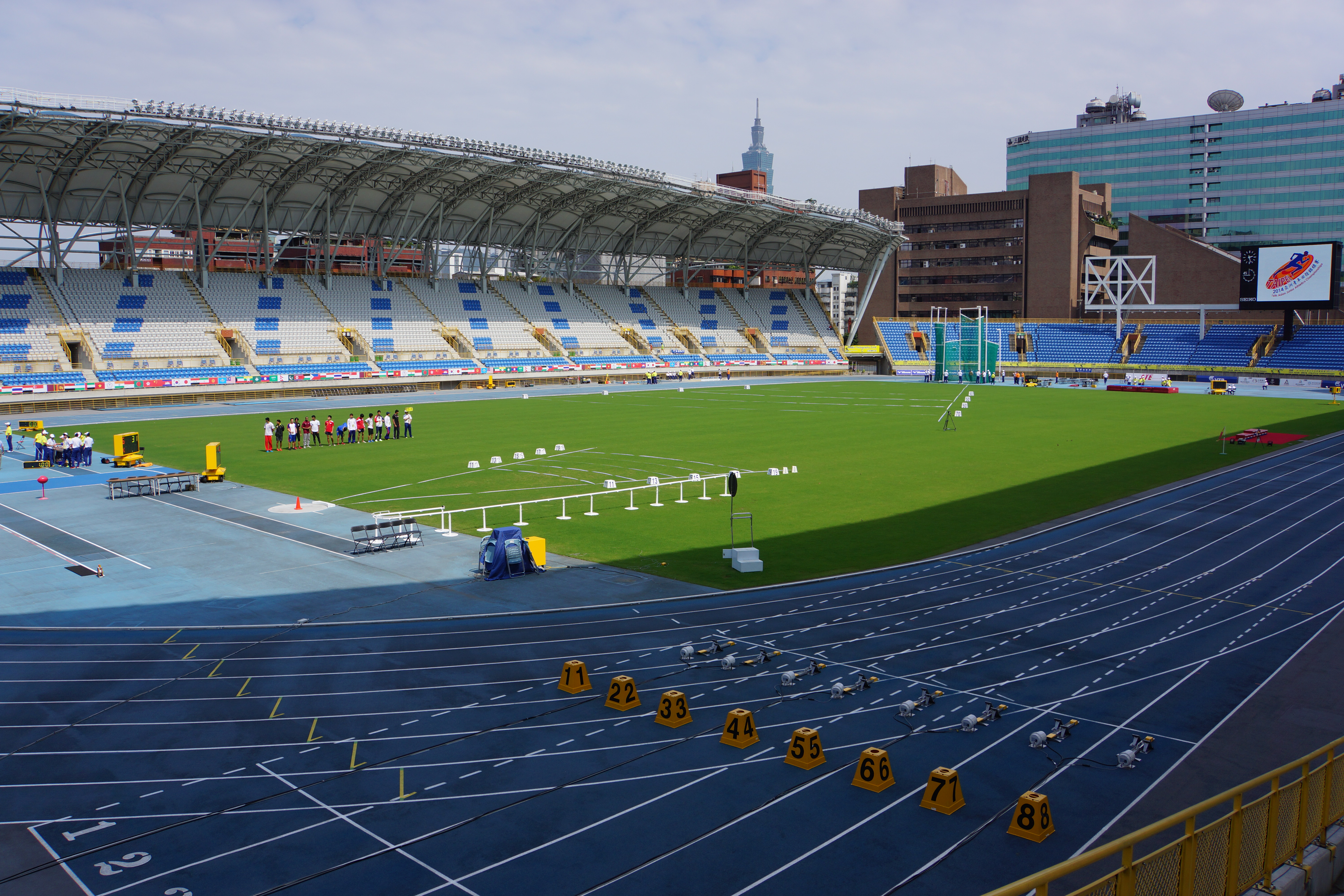
臺北田徑場

臺北田徑場為一綜合體育場，包括一條400公尺主跑道及一條300公尺練習跑道。主場館位於北寧路側，原可容納16,000名觀眾，於1956年興建完成，主要用於舉辦田徑與足球競賽。為舉辦2009年聽障奧林匹克運動會，臺北市政府決定將原有場館拆除重建，新場館可容納20,000名觀眾，該屆聽障奧運的開幕式、閉幕式、田徑賽及足球決賽在此場館舉行。練習場位於敦化北路、八德路口，為一標準田徑練習場，亦可作為足球練習場之用。
臺北田徑場與鄰近的松山運動中心、臺北小巨蛋、臺北體育館、臺北網球場合稱「臺北市體育園區」（英語：Taipei City Sports Park），為台北市中心最大的體育設施聚落。
1999年張惠妹是第一位在臺北市立體育場「開全場」的華語歌手（擠爆近5萬人歌迷紀錄）。
重建後的台北田徑場，是一座符合世界田徑總會和國際足球總會認證的國際比賽場地，於2009年6月15日竣工，2009年7月23日啟用。
2010年起，城市足球聯賽於臺北田徑場舉辦例行賽。2017臺北世大運的田徑比賽也於本場館舉行。
臺北田徑場是中華台北國家足球隊主場。

## 賽事
- 2009年聽障奧林匹克運動會時，臺北田徑場舉辦開幕、閉幕及其運動項目田徑、足球
- 2017年夏季世界大學運動會時，臺北田徑場舉辦開幕、閉幕及其運動項目 田徑
- 2020年起臺北馬拉松馬拉松組（42.195KM）終點

## 娛樂
- 木曜4超玩第1屆YARTIST全明星運動大會，臺北田徑場[2]。
- 木曜4超玩第2屆YARTIST全明星運動大會，臺北田徑場。
- 木曜4超玩第3屆YARTIST全明星運動大會，臺北田徑場。
- 木曜4超玩第4屆Yartist全明星運動大會，臺北田徑場。

## 外部連結
- 臺北田徑場  會議室126室(約20人) - 臺北市政府體育局 （页面存档备份，存于）
- 臺北田徑場  檢錄室134、135室(含健身房，約150人) - 臺北市政府體育局 （页面存档备份，存于）
- 臺北田徑場  新聞會議室161室(約100人)  - 臺北市政府體育局 （页面存档备份，存于）
- 臺北田徑場  會議室140室(約30人) - 臺北市政府體育局 （页面存档备份，存于）
- 臺北田徑場  會議室103室(約20人) - 臺北市政府體育局 （页面存档备份，存于）
- 臺北田徑場  空中廣場 - 臺北市政府體育局 （页面存档备份，存于）
- 臺北田徑場  暖身場 - 臺北市政府體育局 （页面存档备份，存于）
- 臺北田徑場  田徑場 - 臺北市政府體育局 （页面存档备份，存于）
- 臺北田徑場  藥檢室(131含哺乳室131a) - 臺北市政府體育局 （页面存档备份，存于）
- 臺北田徑場  舞蹈教室 - 臺北市政府體育局 （页面存档备份，存于）
- 臺北田徑場  訓練室(139.149.154.159) - 臺北市政府體育局 （页面存档备份，存于）
- 臺北田徑場  七米道路 - 臺北市政府體育局 （页面存档备份，存于）
- 臺北田徑場  貴賓交誼廳401室(約60人) - 臺北市政府體育局 （页面存档备份，存于）
- 臺北田徑場  會議室162室(約30人、無投影機) - 臺北市政府體育局 （页面存档备份，存于）
- 臺北田徑場  檢錄室 160 (約30人)- 臺北市政府體育局 （页面存档备份，存于）

| 前任： 光州世界盃競技場 光州 | 夏季世界大學生運動會 開閉幕式 2017 | 繼任： 聖保羅球場 拿玻里 |